# 郡 (日本)

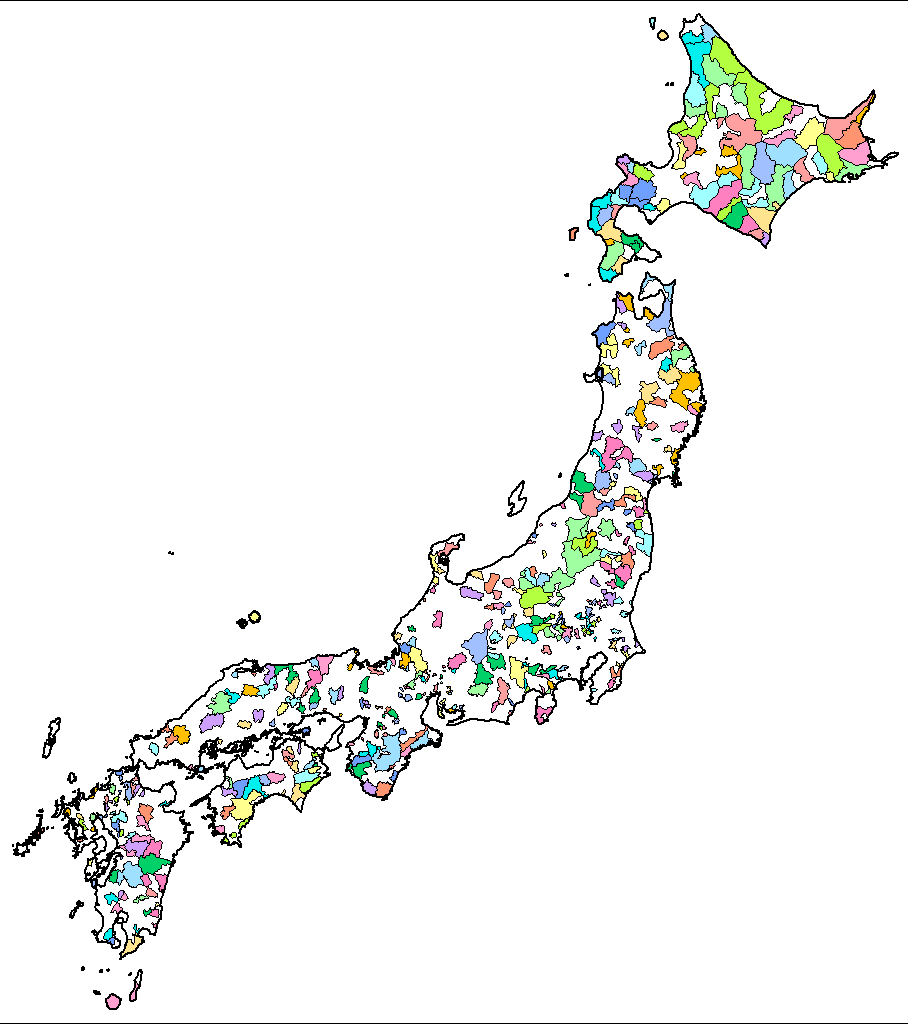
日本的郡，注意这些都是原來的郡由于市町村合并，一部分合併為市而剩下的地区。

郡（日语：／ Gun）曾在1878年至1926年作为大日本帝國的行政单位，它大致相当于美国的，等级在日本的都道府縣、州、支廳之下，但在町、村之上。截至2008年，市都是直接由县管辖，而与郡相互独立。在日本，虽然町和村隶属于郡，但郡却几乎没有任何行政权力。现在，郡主要用于表记地理区域。
郡最初被称为kōri，在日本有着很深的历史渊源。虽然《日本书纪》中说郡是在大化改新中建立的，但有考证指出，当时被写作（日语读音相同）。直到《大宝律令》颁布后，kōri才开始被写作“郡”。

## 历史
郡是日本自646年的大化改新後開始使用的行政區劃，當時日本的行政區劃為國、郡、里三級，國置國司、郡置郡司、里置里長:45、46。但隨著日本中央集權的瓦解，國郡體制後來變成郡鄉體制，幕府時代則是各大名領國之下設置郡奉行和郡代:46。1871年日本廢藩置縣後，為進一步中央集權而於1873年制定「大區小區制」，細節由各府縣視情況自行裁量:46。該制度打破日本傳統的郡－組－町村組織，改由各府縣依照戶口劃分大區與小區，使得日本為數8萬的舊町村被劃分成不到7千個區，但町村依然存在且
須自負經費，無力負擔的町村便遭到合併，而傳統的行政區劃「郡」則被廢止:46。但該制度使得地方財政混亂，為此日本政府承認舊町村領導人物，任命為大區長、小區長，使得在形式與制度上革新，但內容與實際則具妥協性:47。內務卿大久保利通便曾對「大區小區制」提出批評，認為不如恢復傳統的郡町村:47。
1876年由於地租改正而引發了農民暴動（農民一揆），使得自由民權運動隨之高漲，而日本政府面對此一情況，為了同時解決大區小區制否認舊町村又承認其自治性的矛盾，遂思考開設町村會的可能，且在1878年制定三新法（〈郡區町村編制法〉、〈府縣會規則〉、〈地方稅規則〉）:47。由於〈郡區町村編制法〉的制定，傳統的「郡」恢復為行政區劃，並置有郡長:47。之所以恢復設「郡」，除了「尊重舊俗」外，主要是府縣比過去各藩來得大，若直轄町村的話統治力量有所不足，有設「中間機關」之必要，而郡是傳統的「中級行政機關」，遂恢復之，此外並強化郡長職權，監督町村的自治情況以安定支配體制與收奪財政:48。在三新法限制府縣會與町村會的功能、府縣稅的財政統制、府縣、郡行政的強化下，日本逐漸完成了從中央－府縣（府知事、縣令）－郡區（郡長、區長）－町村（戶長）的地方行政體系:48。
後來面對日本民間的地方自治要求，日本政府又調整了地方制度，如於1883年將缺乏「在地性」的郡長薪資從由地方稅支付改成由國庫支付，並將之升為奏任官，加強對町村的監督，同時回絕設置郡會的要求:49。1884年開始進行町村合併，並將「戶長」（町村之長）由民選改成官選，雖為「反自治」的措施，但也同時整理了町村的財政與區域:49。
1888年到1890年間，日本政府公布了市制、町村制、府縣制、郡制:50，宣告日本近代地方自治制（日本型地方自治）的成立，具有官治性、有力者支配之構造等特質:51。而郡制在制定時曾引發元老院與法制局的強烈反對，認為會影響日本的中央集權，且過去的郡並不像町村有自治傳統，最後在山縣有朋的堅持下才得以通過:51。
依照郡制，郡長為郡的執行機關，郡會與郡參事會為議決機關，而郡長在監督町村的同時，郡行政也受到府縣知事與內務大臣的監督:50。而郡長一職在過去重新恢復設郡時，原本是希望讓地方上的「名望家」出任，但最後因地方名望家的拒絕與府知事、縣令不敢任用（地方上的名望家多為豪農，且大多參與民權運動），結果變成大多由非該府縣本籍出身的舊士族（昔日藩閥官僚）擔任郡長:49，之後政府遂在1887年採行「試驗任用制」，放棄要求郡長的在地性，改以測驗方式取得兼具行政知識與實務能力的人才:50。而郡會的議員為名譽職，有四分之三由郡內町村會議員選舉，四分之一由大地主間互選，以讓超越町村規模的大地主較容易參與郡的行政:50。郡參事會則由郡長與名譽職參事會員四名組成，具參與監督町村監督事務的權限:50。兩會在設計上都希望能夠吸引名望家，補足郡長在地性不足的缺陷，強化郡長對地方的支配力:50、51。
1899年郡制與府縣制進行改正，主要是因為身為日本郡制模仿對象的普魯士有大地主支配郡自治的傳統，但日本傳統的地方自治是以町村共同體為中心，所以無法達到結合地方有力者支配的結果，導致郡制成效不彰，連帶影響到府縣制:53。此外由於時代變遷，大地主已經不見得必然是當地的名望家，另外日本的黨爭激化，開始利用大地主來掌握郡會席次，故郡會的選舉制度亦有改革必要:53。此次改革後，府縣與郡被明定為法人，但府縣沒有自治立法權，郡沒有課稅權，而府縣會與郡會實施直接選舉（有財產限制），此外府縣知事與郡長職權擴大，並對底下吏員有專決處分權，同時府縣郡的財政制度亦有所改革:53。而在同一時期，郡底下的町村合併仍在進行，但欠缺自發性基礎，主要是在府縣與郡的指導下強制進行，而造成部落對立，而新町村能力與構造上的不足使得需要，郡長的指揮、監督，町村才不至於失去作用:53。
1909年日本展開「地方改良運動」，以強化町村財政與町村在國民統合上之機能為目的，具體政策包括統一部落財產、合併神社、建立行政輔助組織等，1911年改正市制、町村制後，在郡的監督下該運動運用行政輔助組織（農會、產業組合、青年會等），以「部落」或「組」為基礎來強化官僚行政與行政村（合併後的新町村）的自治能力:54。
然而第一次世界大戰所導致的資本主義發達，導致日本物價上漲與工資下滑，中小農民與佃農貧窮化，1917年後日本勞工、農民運動大量發起而衝擊地方名望家支配體制，大正民主運動隨之興起並要求普選:54。而由於這時「郡」已失去作為中間機關的機能，無法有效調停佃農與地主間的紛爭，且郡費由町村分擔的制度導致町村負擔沉重，除了影響町村發展也影響郡自治事業，導制郡制在日本內地於1923年遭到廢除，但郡役所與郡長仍以行政機關的身分保留到1926年才裁廢:55；但日本控制的外地，如台灣、朝鮮、樺太廳（1942年成為內地），則持續使用郡制直到二次大戰結束，甚至台灣的郡反而在日治後期逐漸增加更多的行政權力。而對於郡的廢除，貴族院曾表示反對，認為可能會妨礙上下情意交流、讓町村失去郡役所的指導等等:56。而在廢郡之後，府縣增設調停官來調停佃農與地主間的紛爭，此外也以提供補助金的方式解決町村財政困難，同時達到支配町村財政的效果:55，另外對於廢掉郡役所而造成町村民不便的地區，則以設置支廳或出張所的方式來指導町村:56。支廳長受到知事的指揮監督，並有權限在認為町村長的處分危害公益或侵犯權限時，將該處分予以取消:56。而1929年日本政府再次修法，擴大民眾的政治參與以達到中央到地方的國民統合，使人民配合帝國之政策與動員，但同時也強化知事對市町村、市町村會、市參事會的權限，而由於擴大府縣知事對町村長的指揮監督，被視為是廢止郡役所的回應:56。
而郡制廢止後，目前郡只作為「地理名詞」:56，但在1936年時31府縣知事認為有設置中間機關之必要性而向內務省提出《中間機關設置意見書》，內務省則在1940年公布《府縣現地實行機關設置綱要（府縣の現地實行機關設置要綱）》，而該實行機關原則上以郡的區域為準進行配置，為府縣的派出機關，使得某方面來說「郡」隨時能視時局發展而恢復設置:57。而由於小型市町村逐漸無力承擔不斷增加的國政委任事務，各府縣在1942年成立「地方事務所」，輔助行政事務並監督町村，為中間機關的復設:57。

## 北海道地区的命名混乱
一个郡的名字在一个令制國中是独一无二的，而且截至2008年，县的边界与以前令制国的边界大致一致，所以大多数郡的名称都是独一无二的。
但在北海道，只在废藩置县之前几年才實行律令规定的行政区域制度，因此，它的十一个令制国中包含着几个具有相同名称的郡：
- 在北海道，有三个上川郡和两个中川郡。每个郡的管辖区域都是以原来令制国或支厅境内的河流所处的地理位置来确定，并以此确定名称。“上川”意味着河的上游，而“中川”则是河的中游。 
  - 上川郡 (石狩國)，由上川综合振兴局管辖（名稱來自石狩川）
  - 上川郡 (天鹽國)，由上川综合振兴局管辖（名稱來自天鹽川）
  - 上川郡 (十勝國)，由十胜综合振兴局管辖（名稱來自十勝川）
  - 中川郡 (天盐国)，由上川综合振兴局管辖（名稱來自天鹽川）
  - 中川郡 (十胜国)，由十胜综合振兴局管辖（名稱來自十勝川）

- 轄下町村分屬兩個不同振興局的郡。
  - 虻田郡，由胆振综合振兴局和後志綜合振興局管辖
  - 空知郡，由空知綜合振興局和上川综合振兴局管辖
  - 天盐郡，由留萌振興局和宗谷綜合振興局管辖
  - 勇拂郡，由胆振综合振兴局和上川综合振兴局管辖
  - 雨龍郡，由空知综合振兴局和上川综合振兴局管辖